# Церковь Святого Иоанна Крестителя (Бенякони)
Церковь Святого Иоанна Крестителя (бел.  Касцёл Святога Яна Хрысціцеля) — католический храм в агрогородке Бенякони, Гродненская область, Белоруссия. Относится к Радунскому деканату Гродненского диоцеза. Памятник архитектуры в стиле эклектики, построен в 1900—1906 годах. Включён в Государственный список историко-культурных ценностей Республики Беларусь.

## История

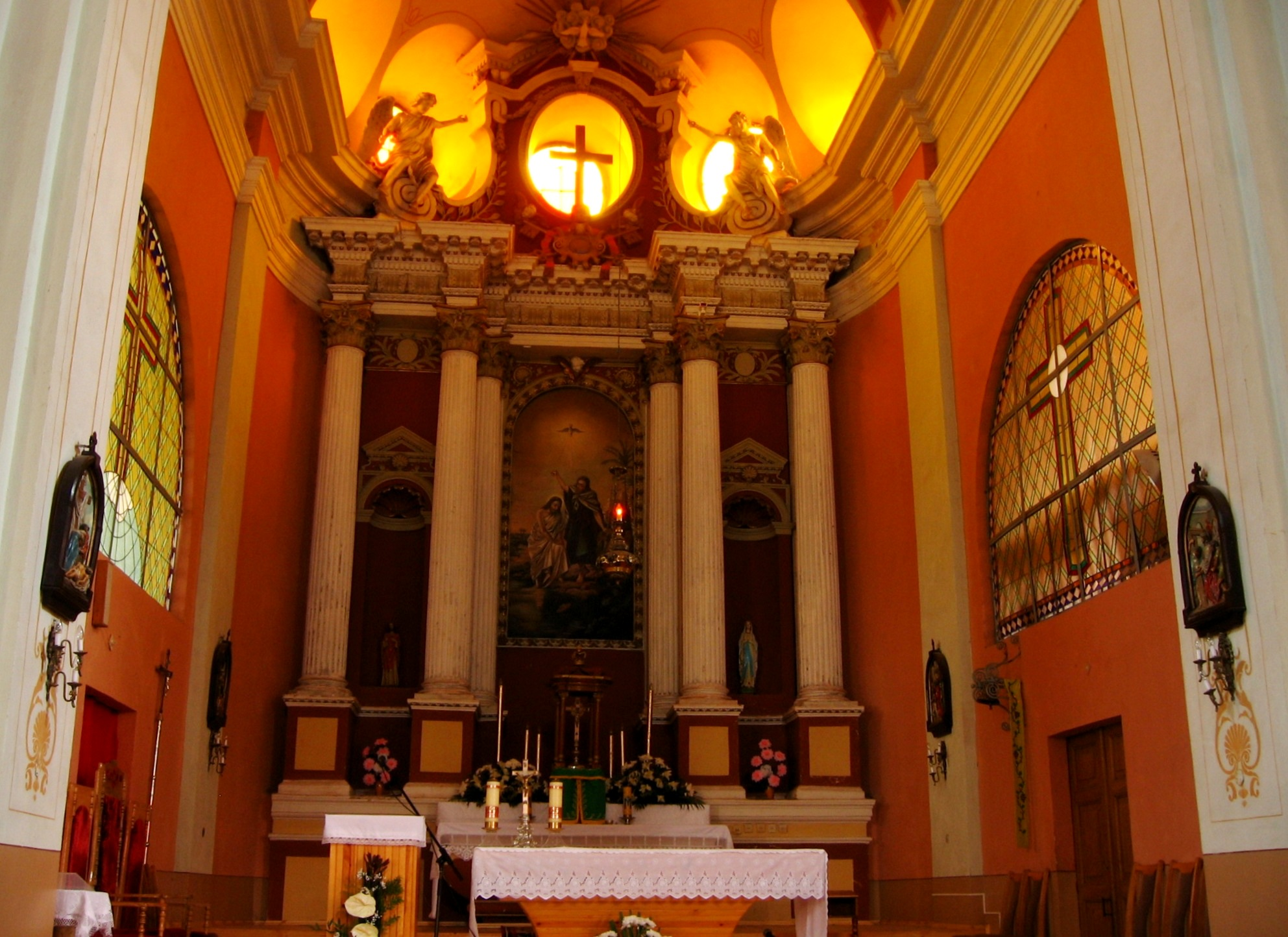
Главный алтарь

Первое письменное упоминание о Беняконях датируется 1529 годом. В 1634 году здесь был образован католический приход, в то же время на средства тогдашнего владельца Яна Чаплинского здесь был построен деревянный костёл св. Иоанна Крестителя.
В 1900—1906 годах построен новый каменный католический храм св. Иоанна Крестителя. 8 июня 1951 года ксендз дзекан Доминик Гайлиюш был арестован и осужден на 25 лет каторги, умер в Иркутске в 1953 году где и был похоронен. В Бенякони есть символическое надгробие. В течение следующего десятилетия к местным верующим приезжал кс. Аполлинарий Зубелевич из Конвелишки, бывший викарий беняконского прихода. Но в 1961 власти все же закрыли костёл в Бенякони, сделав в здании хранилища топлива. Несмотря на это, костёл получил статус памятника архитектуры. В здании плебании была помещена школа-интернат, а после психиатрическая больница. После долгой борьбы за возвращение святыни, 10 декабря 1988 года верующие получили ключи от костёла. Сразу началась реставрация храма. 21 декабря 1988 года состоялось первое богослужение.

## Архитектура
Храм св. Иоанна Крестителя — памятник эклектичной архитектуры с чертами необарокко и неоклассицизма.
Здание храма представляет собой двухбашенную трёхнефную базилику с трансептом, равным по высоте центральному нефу, который имеет полуциркульное алтарное завершение. Боковые нефы более низкие, со стороны главного фасада завершены мощными трёхъярусными башнями-колокольнями, а по бокам алтаря — прямоугольными ризницами. Полуциркульная алтарная часть храма окружена более низкой пристройкой, что придаёт ей оригинальное ступенчатое решение. Центральный неф и трансепт накрыты взаимно перпендикулярными двускатными крышами, с треугольными фронтонами на торцах, боковые нефы — односкатными крышами.
Верхний ярус главного алтаря освещён большими сквозными люнетами, а интерьер в целом — двумя ярусами окон. Главный алтарь выполнен в стиле неоклассицизма, украшен колоннадой. В центре алтаря живописное изображение сцены Крещения Господня. Центральный неф перекрыт цилиндрическим сводом с распалубкой, боковые нефы — крестовыми сводами. Роспись интерьера выполнена художником К. Квятковским в стиле неорококо, дополнительно интерьер украшен орнаментальной лепниной.
На кладбище около храма находится могила Марыли Верещак, возлюбленной Адама Мицкевича.